# Suraya Dalil
Suraya Dalil (uzbeko / en darí: ثریا دلیل‎), (Kabul, 1970) es un médica y política afgana que fue Ministra de Salud Pública de 2010 a 2014 y ha sido Representante Permanente del país ante las Naciones Unidas desde noviembre de 2015.

## Trayectoria
Su padre era maestro y alentó su educación a pesar de que era inusual en ese momento. Asistió a la escuela secundaria Zarghona y se graduó de la Universidad Médica de Kabul en 1991. Su familia se mudó a Mazar-i-Sharif después de que su padre resultara herido durante la guerra civil.
Su idioma nativo es el uzbeko, y también habla dari, pashto e inglés. Su esposo también es médico y tienen tres hijos. En 2004, recibió una Beca Presidencial para asistir a la Escuela de Salud Pública de Harvard y se graduó con una maestría en salud pública en 2005.
Suraya Dalil trabajó con Médicos Sin Fronteras brindando atención médica a los refugiados tayikos en el norte de Afganistán en 1992 y 1993. Luego con la Organización Internacional para las Migraciones brindando asistencia médica a los refugiados afganos que regresaban de Pakistán e Irán. En 1994 comenzó a trabajar con UNICEF en Afganistán, supervisando un proyecto de inmunización contra el sarampión y la poliomielitis a gran escala. Cuando los talibanes llegaron a Mazar-e-Sharif en 1998, huyó a pie con su familia a Pakistán, donde volvió a trabajar para la oficina de UNICEF en Afganistán, que se había trasladado allí. Tras la caída de los talibanes, regresó a Kabul en 2002 con su familia. Trabajó allí hasta 2007, cuando UNICEF la nombró Jefa del Programa de Salud y Nutrición en Somalia, donde trabajó hasta diciembre de 2009.
En enero de 2010, fue nombrada Ministra de Salud Pública interina por el presidente Hamid Karzai, y Ministra en marzo de 2012. Inició varias estrategias para reducir las tasas de mortalidad infantil y materna. En noviembre de 2015, el presidente Ashraf Ghani nombró a Suraya Dalil Representante Permanente del Gobierno de la República Islámica de Afganistán ante las Naciones Unidas en Ginebra, la primera mujer en el cargo. A fines de 2017, Dalil fue nombrada presidenta  de la Convención de Prohibición de Minas Antipersonal (Tratado de Ottawa), que prohíbe el uso, la producción, la transferencia y el almacenamiento de minas antipersona. Afganistán es uno de los países más afectados por estas armas. Su presidencia de la Convención finalizó a finales de 2018.
Es miembro de International Gender Champions (IGC).

## Publicaciones Seleccionadas
- Dalil, Suraya (2000). «Psychosocial assessment of children exposed to war-related violence in Kabul». Violence and Health: Proceedings of a WHO Global Symposiurn: 174-1.
- Dalil, Suraya; UNICEF (2002). Assessment of services and human resource needs for the development of the safe motherhood initiative in Afghanistan. Afghan Digital Libraries.
- Bartlett, L.; Mawji, S.; Whitehead, S.; Crouse, C.; Dalil, S. (2005). «Where giving birth is a forecast of death: maternal mortality in four districts of Afghanistan, 1999–2002». The Lancet 365 (9462): 864-870. PMID 15752530. doi:10.1016/S0140-6736(05)71044-8.
- Dalil, Suraya (2014). «Aid effectiveness in rebuilding the Afghan health system: a reflection». Global Public Health. 9.sup1: S124-S136. PMC 4136664. PMID 24922192. doi:10.1080/17441692.2014.918162.
- Dalil, Suraya (2015). «Security for Our Shared Home».  En Julio Frenk; Steven Hoffman, eds. To Save Humanity:What Matters Most for a Healthy Future. Oxford University Press. pp. 97-98. ISBN 9780190221553.

## Premios y reconocimientos
- En 2012, recibió un premio de la Unión Mundial de Vacunación por sus logros en la implementación de la vacunación en todo el país.[21]
- En 2014, aceptó una Mención Especial del Premio Resolve del Consejo de Líderes Mundiales para la Salud Reproductiva en reconocimiento a los esfuerzos de Afganistán para priorizar la salud reproductiva, materna e infantil.[22]